# Paul Temple und der Fall Genf
Paul Temple und der Fall Genf ist ein sechsteiliges Hörspiel aus der Paul-Temple-Reihe von Francis Durbridge, das der WDR im Jahre 1966 produzierte und in der Zeit vom 25. Februar bis 1. April 1966 erstmals ausstrahlte. Die gesamte Spieldauer beträgt 228 Minuten.

## Titel der einzelnen Folgen
1. Zu jung, um zu sterben
2. Betrifft: Mrs. Milbourne
3. Eine Nachricht für Danny
4. Julia Carrington besinnt sich anders
5. Eine Überraschung für Mrs. Milbourne
6. Wiedersehen in London

## Handlung
Der Londoner Finanzmagnat Maurice Lonsdale bittet den Schriftsteller und Privatdetektiv Paul Temple sowie dessen Frau Steve um eine Unterredung in einem seiner Lokale. Er berichtet, dass seine Schwester Margaret, die Ehefrau des Verlegers Carl Milbourne, Temple um Hilfe bitten möchte. Sie habe sich in den Kopf gesetzt,  dass ihr Gatte nicht der Mann sei, der vor einigen Tagen bei einem Verkehrsunfall in Genf ums Leben gekommen ist. Obwohl der Tote völlig entstellt war, sind sowohl Lonsdale als auch die Polizei von der Identität Milbournes überzeugt.
Als die Temples das Restaurant verlassen, müssen sie feststellen, dass ihr Wagen gestohlen worden ist. Der Dieb, ein gewisser Ben Roberts, wird während der Fahrt aus einem anderen Auto heraus erschossen. Der Mörder muss Roberts für Temple gehalten haben.
Am nächsten Morgen sucht Mrs. Milbourne die Temples zu Hause auf. Sie erzählt, dass ihr Mann in die Schweiz gefahren sei, um mit der Schauspielerin Julia Carrington Kontakt aufzunehmen, da diese ihre Memoiren schreiben wolle. Einige Tage nach dem Unfall habe Margaret ein Paket mit einem Hut aus einem Modegeschäft in St. Moritz erhalten. Hinter dem Hutband befand sich eine Nachricht in der Handschrift ihres Mannes, datiert zwei Tage nach dem Unfall. Auf dem Zettel stand: „Mach dir bitte keine Sorgen. Habe Randolph getroffen. Alles kommt in Ordnung. Du hörst wieder von mir.“ Sie bittet die Temples, mit ihr in die Schweiz zu fahren, um den Fall zu untersuchen. Paul bittet um Bedenkzeit.
Dolly Brazer, eine frühere Bekannte der Temples, warnt Paul davor, sich auf die Schweizer Sache einzulassen. Mehr könne sie nicht sagen, denn sie sei noch zu jung, um zu sterben, was sie auf eine besondere Weise betont. Noch am selben Tag wird das Mädchen überfallen und zusammengeschlagen. Ein angeblich von Paul gemieteter Leihwagen wird für Steve fast zu einer tödlichen Falle. Ihrem Diener Charlie gelingt es, sie im letzten Moment aus dem Fahrzeug zu holen.
Überraschenderweise kommt Margaret Milbourne am Abend erneut zu den Temples und berichtet von einem Treffen mit Danny Clayton, dem Sekretär von Julia Carrington. Dieser habe behauptet, dass ihr Mann nicht ums Leben gekommen sei und für die Summe von 5.000 Pfund sei Clayton bereit, ihr detaillierte Auskünfte über ihren Mann und dessen Aufenthaltsort zu erteilen. Zu der am nächsten Tag getroffenen Verabredung in einem Hotel in Bray bei Maidenhead wollen jedoch die Temples an ihrer Stelle fahren. Von dem Regisseur Vince Langham erfährt Temple, dass er bei einem kürzlichen Besuch bei Julia Carrington in Genf auch Danny Clayton kennengelernt habe. Er beschreibt ihn als einen unangenehmen Zeitgenossen. Clayton habe der Filmdiva auch abgeraten, in Langhams neuen Film Zu jung, um zu sterben, geschrieben von einem gewissen Richard Randolph, mitzuwirken. Das Buch sei zwar noch nicht erschienen, aber Langham habe bereits eine Option auf den Stoff. Im Hotel angekommen, erreicht Temple eine angebliche schriftliche Nachricht von Clayton, sich alleine mit ihm auf einem in der Nähe befindlichen Hausboot zu treffen. Steve, die im Hotel geblieben ist, erhält eine telefonische Warnung von einem Unbekannten, Paul solle "das Buch nicht anrühren". Dabei handelt es sich um ein Belegexemplar von Zu jung, um zu sterben, das zu einer tödlichen Falle für den Besitzer des Bootes wird, einen Maler namens Peter Fletcher, der eine Zeit lang auch für Vince Langham gearbeitet hat. Kurz darauf vermisst Langham sein eigenes Exemplar. Bei einem Gespräch mit dem Hotelbesitzer Charles Gadd stellt sich heraus, dass es sich bei dem Mann, der Temple auf dem Hausboot treffen wollte, nicht um Danny Clayton handeln kann.
Als Clayton am Abend die Temples aufsucht, bestreitet er die von Margaret Milbourne gemachten Äußerungen zu dem Treffen mit ihr. Er sei im Auftrag von Julia Carrington für zwei Tage aus Genf herübergekommen, um Temple um Hilfe zu bitten. Julia habe seit einiger Zeit anonyme Drohbriefe erhalten, über die sie mit dem Detektiv persönlich sprechen möchte. Temple sagt zu und so macht sich das Ehepaar gemeinsam mit Danny Clayton auf den Weg in die Schweiz. Auf der Überfahrt von Dover nach Calais erhält Clayton eine schriftliche Warnung, die eine Anspielung auf Zu jung, um zu sterben enthält. Während der anschließenden nächtlichen Bahnfahrt wird er in seinem Schlafwagenabteil überfallen und geschlagen, was er den Temples gegenüber aber leugnet. Auch Maurice Lonsdale, der eine Freundin in St. Moritz besuchen will, befindet sich unter den Fahrgästen.
In Genf treffen die Temples auch Vince Langham, der erzählt, dass er am Folgetag mit Julia Carrington verabredet sei. Doch als Paul und Steve am Abend die Schauspielerin besuchen, will sie nichts von der Verabredung mit Langham wissen. Auch scheint sich ihr Problem mit der Erpressung in Luft aufgelöst zu haben. Auf der Rückfahrt zum Hotel wird der Wagen, in dem Danny und die Temples unterwegs sind, von einem anderen Fahrzeug von der Fahrbahn abgedrängt. Das Auto stürzt in den Genfersee, doch können sich die Insassen ans Ufer retten.
Margaret Milbourne befindet sich auf Grund einer angeblichen Nachricht ihres Mannes ebenfalls in Genf. Doch die getroffene Verabredung hält er nicht ein. In Temples Gegenwart erhält sie einen Anruf von ihm, in dem er sie auffordert, wieder nach London zurückzufahren und weitere Nachrichten abzuwarten.
Die Temples fahren mit Margaret Milbourne nach St. Moritz, wo sich auch Julia Carrington zusammen mit Danny in ihrer dortigen Villa befindet. In dem Geschäft, aus dem der Hut stammt, den Mrs. Milbourne  per Post erhalten hat, kann man sich an den Vorgang als solchen zwar erinnern, nicht aber an den Käufer, da dieser dort zusammen mit einer größeren Touristengruppe erschienen ist. Als die Temples eine Schlittenfahrt unternehmen, fallen plötzlich Schüsse, wodurch ihr Kutscher leicht verletzt wird. Paul findet in der Nähe ein Zigarettenetui, mit der Widmung: „Für V. mit viel Liebe von J.“
Als die Temples am Abend Julia Carrington besuchen wollen, finden sie in der Nähe der Villa den von einem Messer schwer verletzten Vince Langham. Von ihm erfahren Paul und Steve, dass er selbst es war, der den Roman Zu jung, um zu sterben unter einem Pseudonym verfasst und das Manuskript dann dem Verleger Milbourne angeboten hat. Das Buch beruht auf einer wahren Begebenheit aus dem Leben von Julia Carrington. Carl Milbourne hat davon erfahren und die Schauspielerin damit seit einiger Zeit erpresst. Den Rest erzählt Julia dann selbst. Auf dem Höhepunkt ihrer Hollywood-Karriere hat sie in betrunkenem Zustand ihr Apartment in Brand gesetzt. Das Feuer griff um sich und tötete mehrere Menschen, darunter Danny Claytons Eltern. Julia wollte sich den Behörden stellen, doch ihre Produktionsfirma verhinderte das. Der einzige Mitwisser, ein Hausmeister, erhielt Geld für sein Schweigen, verriet dann sein Wissen jedoch später an Langham. Als Julia von Milbournes Unfall erfuhr, hoffte sie auf ein Ende der Erpressung, doch dann rief Milbourne plötzlich wieder an und verlangte weitere 60.000 Dollar.
Im Hotel erfahren die Temples von einem angeblichen Selbstmordversuch Maurice Lonsdales. Als es ihm wieder besser ging, habe er einen an seine Schwester adressierten Brief wieder zerrissen. Lonsdale behauptet Temple gegenüber, dass er wegen eines starken Migräneanfalls ein paar Schmerztabletten zu viel geschluckt habe.
Am nächsten Morgen berichtet Danny, dass Milbourne erneut angerufen und eine Abschlusszahlung von 200.000 Dollar verlangt habe. Die Übergabe soll in vier Tagen in London erfolgen. Nach Rücksprache mit Temple willigt Julia ein. In London erhält Danny die Anweisung, das Geld an der Garderobe des Carlos Clubs in einer Aktenmappe abzugeben. Der Club wird von Scotland Yard umstellt. Als ein Mann den Club mit der bewussten Aktenmappe verlässt, wird er von Paul Temple gestellt. Es ist Maurice Lonsdale. Bei einem Fluchtversuch läuft Lonsdale direkt in einen fahrenden Streifenwagen und wird tödlich verletzt.
Lonsdale hatte sich finanziell an Carl Milbournes Verlag beteiligt und setzte seinen Schwager unter Druck, Julia Carrington zu erpressen. Nach dem tödlichen Unfall gab er sich selbst als Milbourne aus und versuchte, den Verdacht auf Vince Langham zu schieben. Nach dem Ende der Affäre entschließt sich Julia Carrington, die Wahrheit über den Brand in Hollywood ans Licht zu bringen und ihre Memoiren schreiben zu lassen – von Paul Temple.

## Besetzung
- René Deltgen: Paul Temple
- Irmgard Först: Steve, seine Frau
- Kurt Lieck: Inspektor Walter Neider
- Eric Schildkraut: Charlie, Diener der Temples
- Paul Klinger: Maurice Lonsdale
- Günther Ungeheuer: Danny Clayton
- Lola Müthel: Margaret Milbourne
- Hanns Ernst Jäger: Vince Langham
- Wolfgang Engels: Inspektor Lloyd
- Gisela Trowe: Julia Carrington
- Elke Twiesselmann: Dolly Brazer
- Ludwig Thiesen: Lucas
- Franz-Josef Steffens: Ben Roberts
- Walter Jokisch: Charles Gadd
- Alwin Joachim Meyer: Inspektor Jenkins
- Alf Marholm: Mr. Stone
- Wilhelm Pilgram: Doktor Chautier
- Heinz von Cleve: Arzt
- Rudolf Jürgen Bartsch: Norman Wallace
- Annelie Jansen: Mrs. Langham
- Wolf Schlamminger: Bill Watford
- Frank Barufski: Taxichauffeur
- Norbert Kappen: Luigi
- Fritz Leo Liertz: Portier
- Klaus Mehrländer: Speisewagenkellner
- sowie: Harald Meister, Matthias Deltgen, Heinz Schacht, Fritz Lichtenhahn, Arno Görke, Gerhard Becker, Ingeborg Schlegel u. v. a.

- Deutsch von Marianne de Barde, Hubert von Bechtolsheim, sowie Hans und Ruth Hammelmann
- Musik: Hans Jönsson
- Regie: Otto Düben

## Veröffentlichungen
- Paul Temple und der Fall Genf ist beim Hörverlag auf CD und MC erschienen. (ISBN 389940405X)

## Roman
- Francis Durbridge: Paul Temple und das Genfer Rätsel, Williams & Whiting, Hurstpierpoint, 2025 [=Durbridge-Edition Nr. 38]